# Darnó
Darnó é uma aldeia do condado de Szabolcs-Szatmár-Bereg, na região da Planície do Norte Grande do leste da Hungria.

## Geografia
Abrange uma área de 34,48 km2 (13 sq mi) e tem uma população de 160 habitantes (2001).